# Bahovîțea, Camenița
Bahovîțea (în ucraineană Баговиця) este un sat în comuna Ustea din raionul Camenița, regiunea Hmelnîțkîi, Ucraina.

## Demografie
Componența lingvistică a localității Bahovîțea
     Ucraineană (98,62%)
     Rusă (1,24%)
Conform recensământului din 2001, majoritatea populației localității Bahovîțea era vorbitoare de ucraineană (98,62%), existând în minoritate și vorbitori de rusă (1,24%).